# پسران خیابان پال
پسران خیابان پال (به مجاری: A Pál utcai fiúk) فیلمی مجارستانی است به کارگردانی زلتان فابری محصول سال ۱۹۶۹ میلادی.

## خلاصه داستان
در ابتدای قرن بیستم، گروهی نوجوان در خیابان پل بوداپست بر سر تصاحب یک زمین بازی با گروهی دیگر به نام پیراهن قرمزها، اختلاف دارند. هر کدام از گروه‌ها برای غلبه بر گروه مقابل، با جدیت تمام دست به تشکیل نیروی مقابله می‌زنند. درگیری این دو دسته شبیه به جنگهای واقعی است و آنها نقشه‌های دقیقی برای درگیر شدن با یکدیگر طراحی می‌کنند و هیچ‌یک دست از مبارزه برنمی‌دارد و…